# Баїя (футбольний клуб)
«Баїя» (порт. «Esporte Clube Bahia») — бразильський футбольний клуб з міста Салвадор, що у штаті Баїя. Заснований 1 січня 1931 року. Домашні матчі проводить на стадіоні «Ітаїпава Арена Фонте-Нова» місткістю 48 747 осіб.

## Досягнення
- Чемпіон Бразилії: 1959, 1988
- Чемпіон штату Баїя (46): 1931, 1933, 1934, 1936, 1938,[1] 1940, 1944, 1945, 1947, 1948, 1949, 1950, 1952, 1954, 1956, 1958, 1959, 1960, 1961, 1962, 1967, 1970, 1971, 1973, 1974, 1975, 1976, 1977, 1978, 1979, 1981, 1982, 1983, 1984, 1986, 1987, 1988, 1991, 1993, 1994, 1998, 1999,[2] 2001, 2012, 2014, 2015